# Zbiornik Lipnowski

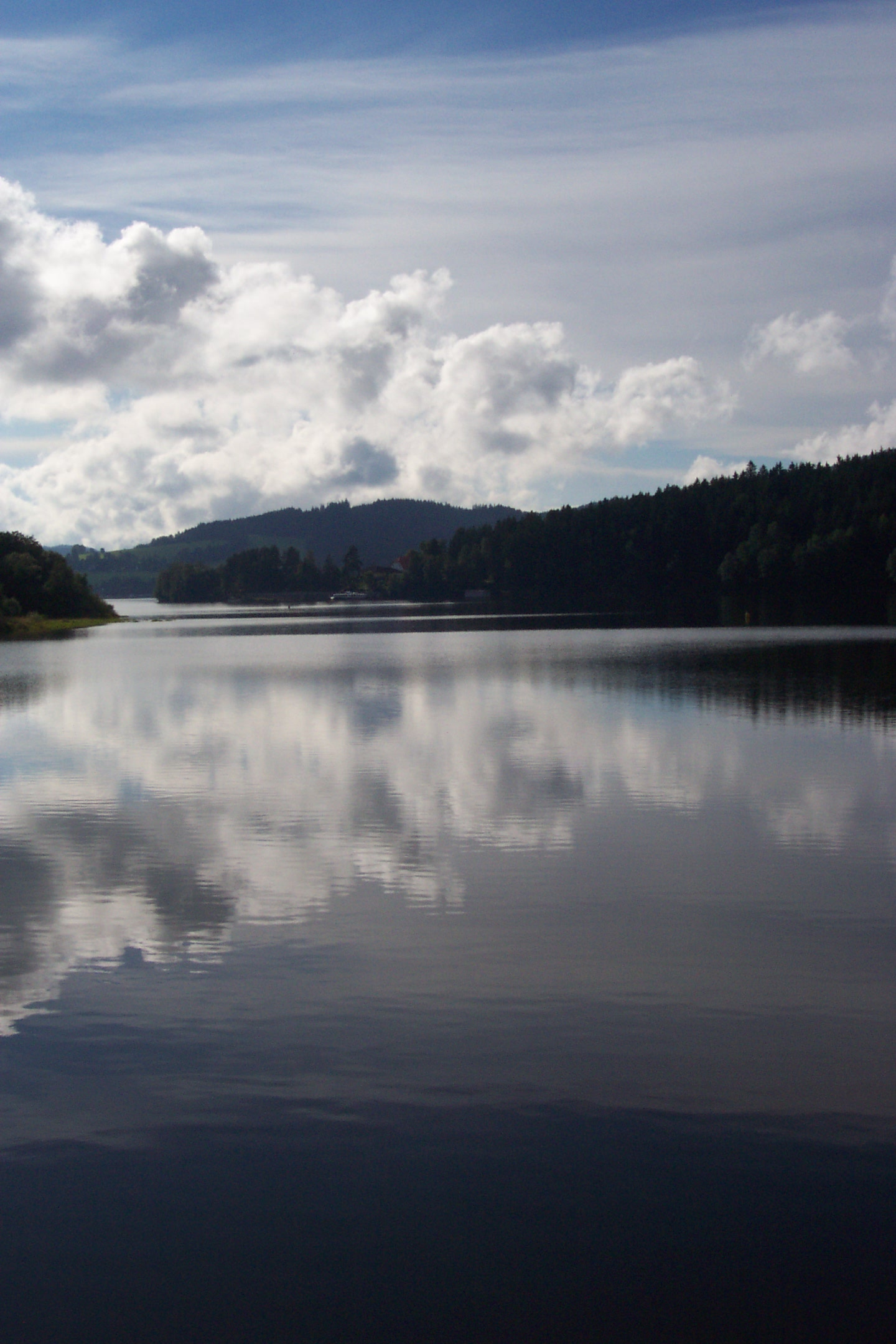
Widok na Zbiornik Lipnowski

Zbiornik Lipnowski (czes. vodní nádrž Lipno) – największy sztuczny zbiornik wodny na terenie Czech, utworzony na rzece Wełtawie, nazywany Czeskim Morzem. Ma powierzchnię 48,70 km². Znajduje się w południowej części kraju, w pobliżu granicy z Austrią i Niemcami. 

## Historia i charakterystyka
Zbiornik został utworzony w latach 1951–1959. Zaporę o wysokości 25 m i długości 296 m zbudowano w miejscowości Lipno nad Wełtawą. Zalew ma 48 km długości oraz maksymalnie 10 km szerokości. Średnia głębokość to 6,5 m, maksymalna – 21,5 m. Pojemność jeziora wynosi 306 mln m³. Tafla wody znajduje się na wysokości prawie 726 m n.p.m.
Na zalewie utworzono wiele przystani, z których największa znajduje się w stworzonej w 2002 r. wiosce letniskowej w Lipnie. W pobliżu miasta Vyšší Brod znajduje się druga zapora tworząca mniejszy zbiornik Lipno 2, które wraz z dużym akwenem Lipno 1 stanowią źródło energii.